# Буда (Яворівський район)
Бу́да — село в Україні, у Івано-Франківській селищній територіальній громаді Яворівському районі Львівської області. Населення становить 264 особи

## Розташування
Село знаходиться на відстані 16 км від міста Львова, до найближчої залізничної станції Брюховичі — 9 км.

## Екологія
У селі розташований міжобласний спеціалізований комбінат «Радон», що належить Державній корпорації «Українське державне об'єднання „Радон“» куди привозять медичні та промислові радіоактивні відходи, які захоронюють на Пункті захоронення радіоактивних відходів (ПЗРВ) біля села. Відповідно до Постанови Ради Міністрів Української РСР від 21 грудня 1990 року № 377, та Постанови Кабінету Міністрів України від 21 вересня 1992 р. N 545, до зони обслуговування ЛДМСК входить 7 областей України: Львівська, Тернопільська, Івано-Франківська, Закарпатська, Чернівецька, Волинська, Рівненська.